# Scheidgen
Scheidgen (luxembourgeois : Scheedgen) est une section de la commune luxembourgeoise de Consdorf située dans le canton d'Echternach.